# Žvirče
Žvirče este o localitate din comuna Žužemberk, Slovenia, cu o populație de 152 de locuitori.